# Орден Золотого сердца (Филиппины)
Орден Золотого сердца — государственная награда Филиппин за благотворительность.

## История
21 июня 1954 года в соответствии с исполнительным приказом № 40-А, с целью вознаграждения филиппинских и иностранных граждан за акты благотворительности была учреждена национальная премия «Золотое сердце».
19 сентября 2003 года исполнительным приказом № 236 Национальная премия «Золотое сердце» была преобразована в государственную награду — орден Золотого сердца.
В соответствии со статутом, орден Золотого сердца — это официальное признание государства филиппинских и иностранных граждан, которые имеют выдающиеся заслуги в благотворительной деятельности, либо внесли значительную денежную сумму, либо оказали заметную материальную помощь в ходе кампаний по улучшению моральных, социальных и экономических условий жизни народа Филиппин, а также на ниве добровольчества на благо народа Филиппин.

## Степени
Орден Золотого сердца состоит из шести классов. Класс ордена определяется социальным и должностным положением награждаемого:
- Большая орденская цепь — вручается бывшим или действующим главам государств и/или правительств.
- Большой крест — вручается заместителям глав государств, правительств, наследникам монарха, председателям палат парламентов, судьям верховного суда, министрам, послам, а также лицам, по своему положению равным перечисленным.
- Гранд-офицер — вручается временным поверенным в делах, экс-министрам, генеральным консулам, исполнительным директорам, а также лицам, по своему положению равным перечисленным.
- Командор — вручается советникам посольств, первым секретарям, консулам в консульском отделе посольств, консульским офицерам с личным рангом выше второго секретаря, директорам, а также лицам, по своему положению равным перечисленным.
- Офицер — вручается вторым секретарям посольств, консулам, помощникам директоров, а также лицам, по своему положению равным перечисленным.
- Кавалер — остальным категориям граждан.

| Класс                         | Большая орденская цепь | Большой крест | Гранд-офицер | Командор | Офицер | Кавалер |
| Орденская планка с 2006 года  |                        |               |              |          |        |         |
| Орденская планка до 2005 года |                        |               |              |          |        |         |

## Описание
Знак ордена — золотой мальтийский крест зелёной эмали с тонкой золотой каймой на лучах и золотыми шариками на концах. Между лучей креста золотые штралы в виде трёх ветвей лавра. В центре золотой овальный медальон, в котором в центре золотое сердце с исходящим от него сиянием и выходящие из-за края сверху и тянущиеся к нему руки; внизу композиция: на фоне гор, луга и реки и пасущиеся на них животные; между сердцем и композицией по окружности надпись на латыни: «MANUM TUAM APERVIT INOPE» (текст из Притчей 31:20 — «Она открыла своё сердце нуждающимся и протянула руки бедным»). Знак при помощи переходного звена в виде венка, состоящего из двух ветвей зелёной эмали с плодами белой эмали, крепится к орденской цепи или ленте.
Орденская лента шёлковая, муаровая, до 2005 года — состояла из трёх равновеликих полос синего, белого и красного цветов, с 2006 года — красного цвета.